# Gefangen (2021)
Gefangen ist ein deutsches Filmdrama aus dem Jahr 2021. In dem Film spielt Wolfram Koch in der Hauptrolle einen Polizisten, der von einem erlebten tödlichen Autounfall nicht mehr losgelassen wird. Der Film war ab Anfang April 2021 in der ARD Mediathek abrufbar und wurde am 7. April 2021 im Ersten ausgestrahlt.

## Handlung
Eigentlich läuft alles gut für Harry. Er arbeitet gern als Polizist und ist bei der Kollegenschaft beliebt. Seine Frau Ellen erwartet von ihm ein Kind und seine Tochter Vicky aus erster Ehe würde gern zu ihm ziehen. Als Harry mit seinem Kollegen von einer Hochzeit zum Dienst aufbricht, werden beide Zeugen eines schweren Verkehrsunfalls. Harry setzt sich sofort als Ersthelfer ein, trotz seiner Bemühungen kann die vierköpfige Familie aber nur noch tot geborgen werden. Harry hatte Ronny, den Familienvater, bei einer Verkehrskontrolle am Tag zuvor kennengelernt und ihm noch ein paar Ratschläge mitgegeben. Harry lässt sich von dem Erlebnis scheinbar nicht aus der Ruhe bringen, den Besuch einer Psychologin nimmt er auch nur widerwillig wahr. Als ehemaliger SEK-Beamter fühlt er sich angeblich solchen traumatisierenden Ereignisse gewachsen. Er wird jedoch immer schweigsamer, schläft schlecht und fährt deshalb nachts mit seinem Motorrad durch die Gegend. Dabei zieht es ihn zum Haus der tödlich verunglückten Familie, welches abgelegen im Wald liegt und an ein Wolfsgehege angrenzt. Harry geht im See ganz in der Nähe schwimmen, wobei ein paar Jugendliche seine Sachen verstecken. Er übernachtet daraufhin in dem Haus und zieht sich einen Pullover des ehemaligen Hausbesitzers über, bevor er wieder aufbricht. Ellen will ihn zur Rede stellen, wo er die ganze Nacht war und woher der Pullover stammt, doch wird sie durch ihre Schwangerschaftsübelkeit dabei unterbrochen, und so kommt es zu keiner Aussprache zwischen Harry und Ellen in der Angelegenheit. 
Harry wird für sein Umfeld zunehmend sonderbarer und fährt immer öfter zu dem Haus, was auch Ellen, die ihm dabei heimlich folgt, auffällt. In dem Haus hat Harry traumartige Fantasien von den Familienmitgliedern, als ob er mit diesen zusammenlebe. So kommt er auf die Idee, das Haus für seine Familie zu kaufen, da es in der Natur liegt und für Ellen, Vicky und den bevorstehenden Nachwuchs genug Platz bietet. Ellen und Vicky können sich bei der ersten Besichtigung nicht damit anfreunden. Als es zu regnen beginnt, schließt Harry alle Fensterläden und verriegelt die Tür. Als Ellen und Vicky ihn bitten, sie gehen zu lassen, sagt er, er könne das nicht und das Haus sei genau für sie gemacht. Harry hat auch einen Wolf ins Haus gelassen, den Ellen letztlich mit einem Schuss verjagt. Die drei verlassen danach das Haus, um zurückzufahren.

## Produktion
Der Film wurde vom 27. August 2019 bis zum 25. Oktober 2019 in Belgrad und Umgebung gedreht.
Zur musikalischen Untermalung wurden unter anderem Songs der deutschen Band Lord of the Lost (Dry the Rain, Never Forgive) verwendet.

## Rezeption

### Kritiken
Thomas Gehringer verleiht dem Film in seiner Besprechung bei tittelbach.tv 5 von 6 möglichen Sternen. Der atmosphärische Film hebe sich von gewohnter Fernsehkost ab, eine eindeutige Auflösung gebe es nicht. Die Regisseurin vermische die Filmgenres Drama und Horror miteinander, ohne aber auf große Schockmomente zu setzen. Gehringer spricht die zweite Hauptrolle des Films dem Haus zu, das den Polizisten Harry immer mehr in dessen unheimlichen Bann zöge. Sein Fazit lautet: „Haucks Inszenierung setzt auf Atmosphäre und visuelle Ausdruckskraft statt auf Realismus und Erklärdialoge. Eine Filmparabel über Familie, Liebe und Tod, der dem Publikum viel Raum für eigene Gedanken und Interpretationen lässt.“
Auch Heike Hupertz beurteilt in der Frankfurter Allgemeinen Zeitung den Film positiv und nennt ihn eine „Bilderballade von Leben und Tod“, die es geradezu hinderlich finde, jede Szene durchzubuchstabieren. „Es gibt große Auslassungen zwischen den Strophen dieses filmischen Gedichts, das in mancher Hinsicht auch der Novellenform nahesteht.“ Die erste Fernseharbeit von Hauck überlasse „dem Publikum Bilder zum Dechiffrieren und Assoziieren und Raum zum Selberdenken. Gäbe es mehr von dieser Art, dann hätte sich der wohlfeile Vorwurf der Banalität des fiktionalen Programms hierzulande wohl endgültig überlebt.“
In seiner Kritik im Weser-Kurier gibt Christopher Schmitt eine weniger positive Beurteilung des Films und bemängelt, dass der Zuschauer zum Schluss doch eher ratlos zurückbleibe. Seiner Ansicht nach schwinge „in der Geschichte eine schwer greifbare, beklemmende Spannung mit, die sich in einer Art „großem Finale“ samt Horrorfilm-artigen Setting entladen soll. […] Man wird das Gefühl nicht los, dass das Potenzial der eigentlich starken Grundidee in „Gefangen“ nicht vollends ausgeschöpft werden konnte.“
Das Lexikon des internationalen Films gibt dem Film insgesamt 4 von 5 möglichen Sternen und schreibt: „Als Kriminaldrama beginnender Film, der seine Ebene der vermeintlich eindeutigen Ereignisse zusehends aufweicht. Auch wenn er sich letztlich nicht ganz der erzählerischen Offenheit überlässt, hebt er sich wohltuend von standardisierter Fernsehkost ab.“

### Einschaltquoten
Die Erstausstrahlung von Gefangen am 7. April 2021 sahen insgesamt 4,99 Millionen Zuschauer. Dies bedeutete einen Marktanteil von 16,0 %.

### Auszeichnungen
Grimme-Preis 2022
- Nominierung in der Kategorie Fiktion